# کانن ئی‌اواس ۵۰
کانن ئی‌اواس ۵۰ (به انگلیسی: Canon EOS 50) یک دوربین عکاسی تک‌لنزی بازتابی ساخت شرکت کانن است.